# Schismatoglottis puberulipes
Schismatoglottis puberulipes är en kallaväxtart som beskrevs av Cornelis Rugier Willem Karel van Alderwerelt van Rosenburgh. Schismatoglottis puberulipes ingår i släktet Schismatoglottis och familjen kallaväxter. Inga underarter finns listade.